# Discothyrea sculptior
Discothyrea sculptior é uma espécie de formiga do gênero Discothyrea, pertencente à subfamília Proceratiinae.